# Archamia ataenia
Archamia ataenia és una espècie de peix pertanyent a la família dels apogònids.

## Descripció
- Pot arribar a fer 4,8 cm de llargària màxima.
- 7 espines i 9 radis tous a l'aleta dorsal i 2 espines i 14-16 radis tous a l'anal.[5][6]

## Hàbitat
És un peix marí, associat als esculls i de clima tropical que viu entre 0-7 m de fondària.

## Distribució geogràfica
Es troba a l'Índic oriental: Indonèsia i Tailàndia.

## Observacions
És inofensiu per als humans.